# مجلس نواب أوكلاهوما
مجلس نواب أوكلاهوما (بالإنجليزية: Oklahoma House of Representatives) هو مجلس النواب التشريعي لولاية أوكلاهوما الأمريكية، يقع المقر الرئيسي له في أوكلاهوما سيتي، أوكلاهوما.